# Drimiopsis fischeri
Drimiopsis fischeri là một loài thực vật có hoa trong họ Măng tây. Loài này được (Engl.) Stedje mô tả khoa học đầu tiên năm 1996.